# Mehdi Zerkane
Mehdi Zerkane (arabisch مهدي زرقان, DMG Mahdī Zarqān; * 15. Juli 1999 in Clermont-Ferrand) ist ein französisch-algerischer Fußballspieler, der zuletzt bei Girondins Bordeaux unter Vertrag stand.

## Karriere

### Verein
Zerkane begann seine Karriere bei der AS Monaco in der Jugendakademie, wo er bis 2018 aktiv war. 2016/17 spielte er zweimal in der Youth League. In der Folgesaison spielte er dreimal in diesem Wettbewerb und konnte einen Treffer erzielen. 2018/19 spielte er bereits regelmäßig für die U19 und traf einmal in fünf Youth-League-Spielen. In den Spielzeiten 2017/18 und 2018/19 kam Mehdi Zerkane außerdem in der National 2 für die Zweitmannschaft zum Einsatz, war aber kein Stammspieler. Außerdem stand er in der Saison 2018/19 fünfmal im Spieltagskader der Ligue 1. Daraufhin wechselte er im Sommer 2019 zu Girondins Bordeaux. Auch dort hatte er zunächst keinen Platz in der Profimannschaft und spielte 2019/20 12 Mal in der National 3 und erzielte dabei ein Tor. In der Saison 2020/21 debütierte er am 21. August 2020 (1. Spieltag) für die Profis, als er in der Startelf stand, aber in der 20. Minute die rote Karte sah. Nach seiner Rückkehr war er jedoch Stammspieler und spielte nahezu jedes Spiel als Einwechselspieler. Am 16. Mai 2021 (37. Spieltag) schoss er bei einem 3:0-Sieg über den RC Lens sein erstes Tor im Profibereich zum Endstand. Ein Jahr später stieg er dann mit Bordeaux in die Ligue 2 ab und Zerkane wurde im September 2022 an den griechischen Erstligisten OFI Kreta verliehen. Nachdem er sein Engagement in Griechenland bereits im Oktober 2022 beendet hatte, wurde auch sein Vertrag in Bordeaux aufgelöst.

### Nationalmannschaft
Am 12. November 2020 absolvierte Zerkane sein Debüt für die algerische A-Nationalmannschaft in einem Qualifikationsspiel zum Afrika-Cup gegen Simbabwe. Beim 3:1-Heimsieg im Stade 5 Juillet 1962 von Algier wurde der Mittelfeldspieler in der 75. Minute für Sofiane Feghouli eingewechselt. Bis zum Juni 2021 folgten zwar noch weiter drei Nominierungen in den Kader, zu einem zweiten Einsatz reichte es jedoch nicht mehr.